# Polyplectropus deimos
Polyplectropus deimos är en nattsländeart som beskrevs av Malicky 2000. Polyplectropus deimos ingår i släktet Polyplectropus och familjen fångstnätnattsländor. Inga underarter finns listade i Catalogue of Life.